# Northupite
La northupite è un minerale.